# Histoires de (album)
Pour l’article homonyme, voir Histoires de.
Albums de Mylène Farmer
Live 2019
(2019) Plus grandir
(2021)
Singles
1. L'Âme dans l'eau
Sortie : 18 septembre 2020

Histoires de est le troisième Best of de Mylène Farmer, sorti le 4 décembre 2020 chez Sony.
Composée de 52 titres, cette compilation retrace la carrière de la chanteuse et comprend un inédit, L'Âme dans l'eau, dévoilé deux mois plus tôt.
Dotée d'une pochette signée par Jean-Baptiste Mondino, Histoires de regroupe des chansons en versions Live et en versions originales.
Certifiée disque d'or en l'espace de dix jours pour plus de 50 000 exemplaires vendus, la compilation reçoit un disque de platine peu de temps après, récompensant plus de 100 000 ventes en France en l'espace de deux mois. L'album se vendra à 200 000 exemplaires.

## Histoire

### Genèse
Après l'album Désobéissance, sorti en septembre 2018 et certifié double disque de platine en deux mois, Mylène Farmer se produit pour une résidence de 9 concerts à Paris La Défense Arena en juin 2019. Cette série de concerts est retracée sur le Live 2019, dont l'album est certifié disque de platine et le DVD vidéo de diamant.
Un documentaire retraçant les coulisses de cette série de concerts, L'ultime création, est disponible le 25 septembre 2020 sur Amazon Prime.

Une semaine avant, paraît L'Âme dans l'eau, une chanson inédite adaptée du titre Ulay, Oh du groupe américain How I Became the Bomb parue en 2015, qui retraçait les retrouvailles de l'artiste allemand Ulay (pionnier de l'art corporel) avec Marina Abramović au Museum of Modern Art de New York.
Un mois plus tard, est annoncée la sortie d'un Best of, Histoires de, dont le titre fait référence à la chanson Histoires de fesses, présente sur l'album Désobéissance.

Il s'agit du troisième Best of de la chanteuse, après Les mots (2001) et 2001-2011 (2011).

### Sortie
La compilation Histoires de, comprenant 52 titres, paraît dans un coffret 3 CD le 4 décembre 2020, réunissant des versions Live et des versions originales.
Certifiée disque d'or en l'espace de dix jours pour plus de 50 000 ventes, la compilation reçoit un disque de platine deux mois plus tard, récompensant plus de 100 000 exemplaires vendus.

## Pochette
Signée par Jean-Baptiste Mondino (qui avait déjà signé celle de Désobéissance), la pochette présente Mylène Farmer devant un fond de couleur verte. Son visage, éclairé par une lumière bleue, est à moitié caché par le col de son manteau noir, tandis qu'un discret rayon de lumière traverse son regard.
L'ensemble rappelle le personnage d'Albator, à qui elle faisait déjà référence lors de son spectacle de 2019 à Paris La Défense Arena.

## Liste des titres
L'album est disponible en 3 CD et paraît deux mois plus tard dans un coffret comprenant six vinyles.
| 1.  | Libertine                          | Laurent Boutonnat | Jean-Claude Dequéant | No 5 on Tour                 | 5:36 |
| 2.  | Sans logique                       | Mylène Farmer     | Laurent Boutonnat    | Live 2019                    | 3:49 |
| 3.  | Sans contrefaçon                   | Mylène Farmer     | Laurent Boutonnat    | No 5 on Tour                 | 4:10 |
| 4.  | Ainsi soit je...                   | Mylène Farmer     | Laurent Boutonnat    | No 5 on Tour                 | 4:19 |
| 5.  | Pourvu qu'elles soient douces      | Mylène Farmer     | Laurent Boutonnat    | Live 2019                    | 5:23 |
| 6.  | Je t'aime mélancolie               | Mylène Farmer     | Laurent Boutonnat    | Timeless 2013                | 5:02 |
| 7.  | Regrets                            | Mylène Farmer     | Laurent Boutonnat    | Mylenium Tour                | 5:06 |
| 8.  | Désenchantée                       | Mylène Farmer     | Laurent Boutonnat    | Timeless 2013                | 6:19 |
| 9.  | Beyond My Control                  | Mylène Farmer     | Laurent Boutonnat    | Mylenium Tour                | 4:56 |
| 10. | XXL                                | Mylène Farmer     | Laurent Boutonnat    | Avant que l'ombre... À Bercy | 4:49 |
| 11. | California                         | Mylène Farmer     | Laurent Boutonnat    | Avant que l'ombre... À Bercy | 5:22 |
| 12. | Rêver                              | Mylène Farmer     | Laurent Boutonnat    | No 5 on Tour                 | 5:22 |
| 13. | Comme j'ai mal                     | Mylène Farmer     | Laurent Boutonnat    | Timeless 2013                | 3:48 |
| 14. | L'instant X                        | Mylène Farmer     | Laurent Boutonnat    | Stade de France              | 4:53 |
| 15. | Mad World (en duo avec Gary Jules) | Roland Orzabal    | Roland Orzabal       | Timeless 2013                | 3:25 |
| 16. | Diabolique mon ange                | Mylène Farmer     | Darius Keeler        | Timeless 2013                | 5:12 |

| 1.  | Innamoramento               | Mylène Farmer | Laurent Boutonnat                | Innamoramento        | 5:24 |
| 2.  | L'Âme-Stram-Gram            | Mylène Farmer | Laurent Boutonnat                | Innamoramento        | 4:23 |
| 3.  | Souviens-toi du jour...     | Mylène Farmer | Laurent Boutonnat                | Innamoramento        | 4:58 |
| 4.  | Optimistique-moi            | Mylène Farmer | Mylène Farmer                    | Innamoramento        | 4:20 |
| 5.  | Je te rends ton amour       | Mylène Farmer | Laurent Boutonnat                | Innamoramento        | 5:10 |
| 6.  | C'est une belle journée     | Mylène Farmer | Laurent Boutonnat                | Les mots             | 4:16 |
| 7.  | Les mots (en duo avec Seal) | Mylène Farmer | Laurent Boutonnat                | Les mots             | 4:49 |
| 8.  | Fuck Them All               | Mylène Farmer | Laurent Boutonnat                | Avant que l'ombre... | 4:35 |
| 9.  | L'Amour n'est rien...       | Mylène Farmer | Mylène Farmer, Laurent Boutonnat | Avant que l'ombre... | 5:06 |
| 10. | Avant que l'ombre...        | Mylène Farmer | Laurent Boutonnat                | Avant que l'ombre... | 5:58 |
| 11. | Q.I.                        | Mylène Farmer | Laurent Boutonnat                | Avant que l'ombre... | 5:24 |
| 12. | Redonne-moi                 | Mylène Farmer | Laurent Boutonnat                | Avant que l'ombre... | 4:25 |
| 13. | Dégénération                | Mylène Farmer | Laurent Boutonnat                | Point de suture      | 4:06 |
| 14. | C'est dans l'air            | Mylène Farmer | Laurent Boutonnat                | Point de suture      | 3:37 |
| 15. | Appelle mon numéro          | Mylène Farmer | Laurent Boutonnat                | Point de suture      | 5:30 |
| 16. | Si j'avais au moins...      | Mylène Farmer | Laurent Boutonnat                | Point de suture      | 5:30 |

| 1.  | Oui mais... non                | Mylène Farmer        | RedOne | Bleu noir       | 4:20 |
| 2.  | Bleu noir                      | Mylène Farmer        | Moby | Bleu noir       | 4:04 |
| 3.  | M'effondre                     | Mylène Farmer        | Moby | Bleu noir       | 3:33 |
| 4.  | Lonely Lisa                    | Mylène Farmer        | RedOne | Bleu noir       | 3:02 |
| 5.  | Du Temps                       | Mylène Farmer        | Laurent Boutonnat                                                                                         | 2001-2011       | 3:38 |
| 6.  | À force de...                  | Mylène Farmer        | Laurent Boutonnat                                                                                         | Monkey Me       | 4:06 |
| 7.  | Monkey Me                      | Mylène Farmer        | Laurent Boutonnat                                                                                         | Monkey Me       | 4:11 |
| 8.  | À l'ombre                      | Mylène Farmer        | Laurent Boutonnat                                                                                         | Monkey Me       | 4:48 |
| 9.  | Je te dis tout                 | Mylène Farmer        | Laurent Boutonnat                                                                                         | Monkey Me       | 5:30 |
| 10. | Interstellaires                | Mylène Farmer        | Mylène Farmer, Martin Kierszenbaum                                                                        | Interstellaires | 3:11 |
| 11. | Stolen Car (en duo avec Sting) | Sting, Mylène Farmer | Sting | Interstellaires | 3:22 |
| 12. | City of Love                   | Mylène Farmer        | Mylène Farmer, Martin Kierszenbaum, Matthew Koma                                                          | Interstellaires | 4:27 |
| 13. | Un jour ou l'autre             | Mylène Farmer        | Mylène Farmer, Martin Kierszenbaum                                                                        | Interstellaires | 4:27 |
| 14. | Rolling Stone                  | Mylène Farmer        | Feder, Johanna Iser, Peter Hoppe, Anastassia Zimmerman, Ashley Hicklin, Kimberley Sawford, Quentin Segaud | Désobéissance   | 3:45 |
| 15. | N'oublie pas (en duo avec LP)  | Mylène Farmer, LP    | LP, Mike Del Rio, Nate Campany                                                                            | Désobéissance   | 3:40 |
| 16. | Désobéissance                  | Mylène Farmer        | Léon Deutschmann                                                                                          | Désobéissance   | 4:00 |
| 17. | Sentimentale                   | Mylène Farmer        | Feder, Quentin Segaud                                                                                     | Désobéissance   | 4:16 |
| 18. | Des Larmes                     | Mylène Farmer        | LP, Mike Del Rio                                                                                          | Désobéissance   | 3:49 |
| 19. | Histoires de fesses            | Mylène Farmer        | Feder | Désobéissance   | 1:58 |
| 20. | L'Âme dans l'eau               | Mylène Farmer        | Jonathan Burr, Adam Richardson                                                                            | Inédit          | 3:07 |

## Description de l'album
Composée de 52 titres, cette compilation retrace la carrière de Mylène Farmer et comprend un inédit, L'Âme dans l'eau, sorti deux mois plus tôt.
Les titres issus des albums Cendres de lune, Ainsi soit je..., L'Autre... et Anamorphosée sont proposés dans leur version Live, l'ancienne maison de disques de la chanteuse, Universal, détenant les droits de ses albums sortis entre 1985 et 1997.

Deux chansons postérieures à cette période sont également proposées en version Live : Mad World, une reprise de Tears for Fears en duo avec Gary Jules, et Diabolique mon ange, dont la version originale était sur l'album Bleu noir (2010).
Les chansons post-1999 sont proposées dans leur version originale, à l'exception de Dégénération et C'est dans l'air qui sont dans leur version single (des versions raccourcies par rapport aux originales).
Certains singles sont absents, soit parce qu'ils n'avaient pas de version Live postérieure à 1999, soit par choix, la chanteuse ayant souhaité équilibrer le nombre de titres de chaque album, ce qui explique la présence sur le dernier disque de certains titres non exploités en singles, comme À force de..., Interstellaires, Un jour ou l'autre et Histoires de fesses.

### L'Âme dans l'eau
Seul titre inédit de la compilation, L'Âme dans l'eau est une adaptation du titre Ulay, Oh du groupe américain How I Became the Bomb paru en 2015. Écrit à l'origine par Jonathan Burr et Adam Richardson, Ulay, Oh retraçait les retrouvailles de l'artiste allemand Ulay (pionnier de l'art corporel) avec Marina Abramović au Museum of Modern Art de New York en 2010.
Sur cette musique très douce, Mylène Farmer écrit un texte sur le deuil et l'absence : « L'air est lourd de ton absence, l'air est sourd à nos sentiments, l'air est court, et mon manque de toi, toi mon autre moi, tu vois, j'ai l'âme dans l'eau ».

## Accueil critique
- « Le contenant a de la gueule, le contenu, lui, soit 52 titres dont une bonne dizaine de versions Live, ne surprend pas mais balaie une carrière de trente-cinq ans à partir de Libertine (ici en Live) et jusqu'à Histoires de fesses (2018). Hélas, pas de véritable inédit à l'horizon, juste L'Âme dans l'eau, se reprise dévoilée en septembre. » (Closer)[13]
- « Au total, 52 titres en version studio ou Live, agrémentés d'un livret de 24 pages et d'une sublime photo signée Jean-Baptiste Mondino. Incontournable. » (Gala)[14]

## Single

### L'Âme dans l'eau

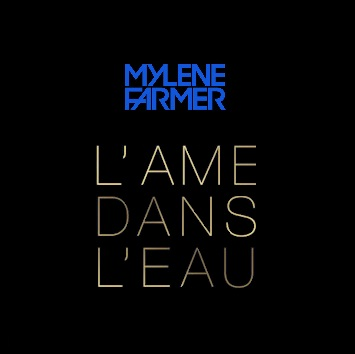
Logo du single L'Âme dans l'eau.

Diffusé en radio à partir du 18 septembre 2020, le single sort en Maxi 45 tours le 4 décembre 2020.

En plus de la version originale, un remix de The Avener sera également diffusé en radio.
Le clip est réalisé par Mathieu Spadaro, auteur du documentaire L'ultime création sur les coulisses des concerts de 2019 à Paris La Défense Arena.
Montrant principalement des images de Mylène Farmer sur scène, il dévoile également des extraits du documentaire dans des tons bleutés, notamment les répétitions de ces concerts ainsi que la chanteuse au quotidien, marchant dans une forêt et entourée de bergers blancs suisses,.
Dès sa sortie, le titre se classe à la 2e place des ventes en France grâce aux téléchargements, avant d'atteindre la 1re place lors de la sortie du Maxi 45 tours, devenant le 21e single de Mylène Farmer à être no 1 des ventes en France (un record),.

## Classements et certifications
Certifié disque d'or en l'espace de dix jours pour plus de 50 000 ventes en France, Histoires de reçoit un disque de platine deux mois plus tard, récompensant plus de 100 000 exemplaires vendus.
| Classement                       | Meilleure position |
| -------------------------------- | ------------------ |
| Belgique (Wallonie Ultratop)     | 2                  |
| France (SNEP - Ventes)           | 2                  |
| France (SNEP - Ventes physiques) | 1                  |
| France (SNEP - Top Mégafusion)   | 2                  |
| Suisse (Schweizer Hitparade)     | 5                  |
| Suisse (Suisse romande)          | 1                  |

| Classement annuel (2020)     | Position |
| ---------------------------- | -------- |
| Belgique (Wallonie Ultratop) | 99       |
| France (SNEP - Mégafusion)   | 43       |

| Classement annuel (2021)     | Position |
| ---------------------------- | -------- |
| Belgique (Wallonie Ultratop) | 58       |
| France (SNEP - Mégafusion)   | 97       |

### Certifications
| Pays          | Certification |
| ------------- | ------------- |
| France (SNEP) | Platine       |

## Crédits
| - Album produit par Stuffed Monkey - Management : Thierry Suc pour TS3 - Production exécutive : Paul Van Parys - Label services : Pascal Nègre et son équipe pour #NP | - Photographies : Jean-Baptiste Mondino - Artwork : Cédric Martineaud pour 14 septembre - Administration : Corinne Potier - Mastering : André Perriat / Jeremy Henry / La Villa Mastering |